# Saison 1 de Dawson
Chronologie
Saison 2
Cet article présente le guide des épisodes de la première saison du feuilleton télévisé Dawson (Dawson's Creek).

## Épisodes

### Épisode 1:Rencontre de la deuxième fille
- Titre original : Pilot
- Numéro(s) : 1 (1 - 01)
- Scénariste(s) : Kevin Williamson
- Réalisateur(s) : Steve Miner
- Diffusion(s) : 
  -  États-Unis : 27 janvier 1998
  -  France : 17 janvier 1999
- Résumé : Dawson et Joey, très complices, passent leurs nuits ensemble depuis qu'ils sont petits dans la paisible ville de Capeside, mais à 15 ans, ce rituel est difficilement acceptable. Bien que Dawson prétende n'avoir aucune arrière-pensée, Joey sait pertinemment que cette idée lui trottera bientôt dans la tête.
À plus forte raison lorsque Jen, une belle jeune fille blonde venue de New York, arrive pour s'installer près de chez lui.
Pendant ce temps, leur ami Pacey, qui est plutôt un marginal, décide de se lancer dans une aventure avec une femme plus âgée que lui qui se trouve être son professeur d'anglais. Les seules personnes semblant être en parfaite harmonie avec leur sexualité sont les parents de Dawson, mais cette passion peut cacher un horrible secret.
- Chansons entendues au cours de l'épisode :

Hey Pretty Girl - BoDeans
Chanson entendue durant la scène où Jen descend du taxi qui l'emmène à Capside. Joey, Dawson et Pacey sont sur le ponton où ils filment une scène du film d'horreur de Dawson. Les deux jeunes hommes se dirigent vers Jen pour l'accueillir. 
As I Lay Me Down - Sophie B. Hawkins
Jen est assise sur le ponton et Dawson vient la voir
Tubthumping - Chumbawamba
Pacey est en classe et se balance avec un livre sur la tête 
Mercy Me - Say-So 
Dawson, Jen et Joey sont ensemble à la cafétéria du lycée
Good Mother - Jann Arden
Bessie met du rouge à lèvres à Joey
I'll Stand By you - The Pretenders
Joey quitte la chambre de Dawson, lui expliquant qu’ils ne peuvent plus être aussi proches. Dawson dément et pour le provoquer Joey lui demande combien de fois il « emmène popol au cirque ». Désarçonné, Dawon ne répond pas et dépitée, Joey passe par la fenêtre et se dirige vers le ponton. C’est le moment que choisi Dawson pour interpeller la jeune fille depuis sa fenêtre et lui hurler « En général, le matin devant Katie Couric » (Célèbre animatrice américaine). Joey réagit en éclatant de rire.   

### Épisode 2:La fièvre monte le samedi soir
- Titre original : Dance
- Numéro(s) : 2 (1 - 02)
- Scénariste(s) : Kevin Williamson
- Réalisateur(s) : Steve Miner
- Diffusion(s) : 
  -  États-Unis : 27 janvier 1998
  -  France : 17 janvier 1999
- Résumé : Comme Dawson veut finir son film à temps pour le festival, il décide d'allier plaisir et travail en donnant un rôle à Jen, avec qui il vit désormais une histoire d'amour. Cela gêne Joey mais elle n'admettra pas réellement les raisons pour lesquelles elle est troublée.
Dawson se rend vite compte qu'il est en compétition avec Cliff, le golden boy du lycée, célèbre pour ses qualités de footballeur, et se sent perdu lorsque Jen accepte l'invitation de Cliff pour la soirée dansante. Bien que personne ne l'attendait, il décide alors d'agir sans considérer les conséquences de son acte.
Pacey, lui, continue de vivre son histoire d’amour marginale dans le plus grand secret.
- Chansons entendues au cours de l'épisode :

Am I Cool - Nowhere Blossoms
Dawson discute avec son professeur M Gold 
Flames Of Truth - Sarah Masen 
Jen aide Joey à nettoyer le faux sang qu’elle a sur elle et la complimente sur son corps. 
I Want You - Savage Garden
Le bal du lycée débute. Cliff et Jen commence à danser. Pacey parle avec Mlle Jacobs. Dawson et Joey entre dans le gymnase.  
Happiness - Abra Moore 
Dawson et Joey danse un slow ensemble et Dawson balaye le dancefloor des yeux à la recherche de Jen.  
Ooh Ahh...Just A Little Bit - Adam Fields 
Dawson suit Jen dans le couloir et dans les toilettes de filles après qu’elle a fini de danser avec Cliff.  
Pretty Strange - Paul Chiten 
Dawson et Joey discutent à leur table. Il lui dit que Jen lui fait penser à elle. Joey se lève et ababdonne Dawson au bal.  
Apple - The Autumns
Dawson essaye de s’interposer entre Cliff et Jen pendant qu’ils dansent et finit par se ridiculiser.  
But You - Paul Chiten 
Les parents de Dawson sont dans leur cuisine et se rappellent leur premier baiser.  
You Don't Know Me - Jann Arden
À la fin de l’épisode Jen et Dawson dansent sur le ponton tandis que Joey les regarde envieuse.

### Épisode 3:Tant qu'il y aura des baisers
- Titre original : Kiss
- Numéro(s) : 3 (1 - 03)
- Scénariste(s) : Kevin Williamson
- Réalisateur(s) : Steve Miner
- Diffusion(s) : 
  -  États-Unis : 3 février 1998
  -  France : 24 janvier 1999
- Résumé : Dawson s’efforce d'imaginer le moment le plus propice pour son premier baiser avec Jen, et Joey soutient qu’aucun plan ne peut véritablement exister dans la vraie vie et qu’il devrait sortir de son monde imaginaire Hollywoodien.

Ses plans de week-end avec Jen ont été une nouvelle fois contrecarrés puisqu'il a été choisi pour être assistant de production d’un projet de film pour la classe, mais Dawson parvient tout de même à obtenir son moment romantique avec Jen.
Entre-temps, Joey rencontre Anderson, un riche et bel étudiant vivant en pensionnat dont elle tombe amoureuse, tout comme lui. Cependant, pensant qu’elle ne l’intéresse pas, Joey compromet ses chances avec lui. Pacey, lui, continue obstinément sa liaison avec Mlle Jacob, qui est sur le point de craquer sous la pression.
- Chansons entendues au cours de l'épisode :

First Time - Billie Myers
Image de la ville et du lycée au début de l’épisode
Kingdom - The Slugs
Dawson est sur son vélo et se dirige vers le Icehouse.
Too Many Times - Wake Ooloo
Dawson colle des stickers sur des casques pour le film de son projet de classe.  
The Right Place - Eddi Reader
Joey et Anderson font du bateau ensemble
Pretty Deep - Tanya Donelly
Jen, Joey et Dawson sont au Icehouse. Anderson arrive et Joey fait mine de ne pas travailler dans le bar.
All I Want - Toad The Wet Sprocket
Jen et Dawson filment dans les ruines
I'll Remember You - Sophie Zelmani
Devant le bateau, Anderson et Joey s’embrasse avant de se dire au revoir.
What Would Happen - Meredith Brooks
Dawson et Jen partagent leur premier baiser.

### Épisode 4:Sexualité, Mensonges et Vidéo
- Titre original : Discovery
- Numéro(s) : 4 (1 - 04)
- Scénariste(s) : Jon Harmon Feldman
- Réalisateur(s) : Steve Miner
- Diffusion(s) : 
  -  États-Unis : 10 février 1998
  -  France : 31 janvier 1999
- Résumé : Dawson est surpris de trouver la scène scandaleuse où Mlle Jacobs et un homme non identifié sont en train de faire l'amour, après qu'il a accidentellement laissé sa caméra tourner. Paniqué, Pacey révèle à Dawson qu’il est l’homme en question.

Entre-temps, à la veille du 20e anniversaire des parents de Dawson, Dawson découvre que sa mère a une liaison dont Joey était au courant. Touché et confus, il veut l’avouer son père. Pour aller plus loin dans les problèmes, Jen avoue qu'elle a brûlé les étapes à New York, ce qui a conduit ses parents à l’en éloigner. Désemparé, Dawson ne sait pas comment répondre au fait que Jen n'est plus vierge.
- Chansons entendues au cours de l'épisode :

Beautiful Thing - Kyf Brewer
Début de l’épisode. Dawson et Joey regardent une scène du film où l’on voit Jen.  
Top Of Morning - The Hang Ups
Je, Joey, Dawson et Pacey discutent de la sextape de Tamara Jacobs que Dawson a entre les mains après avoir accidentellement laisser tourner sa caméra.
I Know - Barenaked Ladies
Joey et Dawson marchent dans la rue et tombent sur Mme Leery et Bob, son amant.
Amnesia - Toad The Wet Sprocket
Dawson surprend sa mère embrasser Bob
World Outside - The Devlins
Pacey gare son vélo devant le videostore. Il surprend Tamara et Mr Gold au café.
That's What Love Can Do - Tom Snow
Cette musique est jouée à la radio au moment où Dawson l’éteint pour annoncer à son père que sa mère a une liaison
Stand By Me - Say-So
Jen et joey sont au restaurant. Jen demande des conseils au sujet de Dawson.
Full Of Grace - Sarah McLachlan
Fin de l’épisode. Joey et Dawson sont assis sur le ponton près de l’eau et discutent.

### Épisode 5:Autant en emporte le temps
- Titre original : Hurricane
- Numéro(s) : 5 (1 - 05)
- Scénariste(s) : Kevin Williamson et Dana Baratta
- Réalisateur(s) : Lou Antonio
- Diffusion(s) : 
  -  États-Unis : 17 février 1998
  -  France : 7 février 1999
- Résumé : Comme une tempête menace Capeside, les émotions défilent aussi vite que le souffle du vent. Inquiétée par les propos de son fils, Gale a ses pires craintes confirmées, et réalise qu'elle n’a maintenant aucun autre choix : elle va l’avouer à son mari.

Les accusations et méfiances ne s’arrêtent pas là cependant, car les voisins Gram et Jen viennent se réfugier chez les Dawson, ainsi que la sœur enceinte de Joey, Bessie, et son fiancé Bodie. Il y a affrontement entre les deux parties. Et Dawson, qui est déjà au bord de la crise de nerfs à propos de l'infidélité de sa mère, expose à Jen son désabusement propre avec le fait qu'elle n'est plus vierge.
Entre-temps, Pacey est contrarié quand il arrive chez Tamara et qu’il ne la trouve pas seule, mais en compagnie de son frère Doug, le consciencieux policier.
- Chansons entendues au cours de l'épisode :

Healing Hands - Marc Cohn
Début de l’épisode. Joey et Dawson regardent Gail et Bob à la TV. 
It's The End Of The World As We Know It - R.E.M.
En remplacement du générique

### Épisode 6:Allô Bessie, ici bébé
- Titre original : Baby
- Numéro(s) : 6 (1 - 06)
- Scénariste(s) : Jon Harmon Feldman
- Réalisateur(s) : Steve Miner
- Diffusion(s) : 
  -  États-Unis : 24 février 1998
  -  France : 14 février 1999
- Résumé : Le miracle de la vie surprend tout le monde, car le bébé de Bessie et Bodie a décidé de faire son entrée plus tôt que prévu. Trouvant sa sœur sur le bas-côté de la route sur le point d’accoucher, Joey, paniquée, la transporte chez Dawson pour attendre une ambulance.

Cependant, un accident grave de circulation monopolise les ambulances, et il devient certain que Bessie va accoucher sur le plancher du salon. Désespérée, Joey recrute alors la grand-mère de Jen, une infirmière à la retraite qui désapprouve leur décision d’avoir un bébé avec leur différence de races, en particulier en dehors du mariage, pour aider sa sœur.
Entre-temps, la rumeur comme quoi Mlle Jacobs aurait une relation avec Pacey se répand dans le lycée. Cependant, durant le procès, Pacey sauve, tel un héros, la réputation de Mlle Jacobs en niant tous les faits.
- Chansons entendues au cours de l'épisode :

Sitting On Top Of The World - Amanda Marshall
Bessie, Body et Joey discutent ensemble dans la cuisine.
Insecuriosity - Andrew Dorff
Pacey marche dans le couloir après avoir appris que la rumeur concernant sa liaison avec Tamara se propage dans le lycée.
All I Want - Susanna Hoffs
Mlle Jacons sort du Conseil de discipline statuant sur les rumeurs de sa relation avec Pacey
Seven Shades Of Blue - Beth Nielsen Chapman
Joey tient le bébé de sa sœur après l’avoir aidé à accoucher. Pacey marche seul sur la plage.

### Épisode 7:2 garçons, 3 filles, 5 possibilités
- Titre original : Detention
- Numéro(s) : 7 (1 - 07)
- Scénariste(s) : Mike White
- Réalisateur(s) : Allan Arkush
- Diffusion(s) : 
  -  États-Unis : 3 mars 1998
  -  France : 21 février 1999
- Résumé : Dawson, Pacey, Joey et Jen passent leur samedi en retenue au lycée de Capeside, surveillés par Mme Tingle, la bibliothécaire. Abby Morgan, une fille à problèmes, propose au groupe de jouer à ACTION ou VÉRITÉ pour casser la monotonie de la journée.

Effrayé que Jen ne soit pas physiquement attiré par lui, Dawson se met à se battre avec Pacey après que celui-ci l’a rabaissé. Ultérieurement, Jen avoue sa frustration de ne pas être acceptée dans cette petite ville et questionne franchement Joey sur ses sentiments.
Alors qu’elle ne ressentait rien auparavant, Joey panique lorsque des sentiments intenses pour Dawson menacent de s’extérioriser après qu'elle a osé l’embrasser.
- Chansons entendues au cours de l'épisode :

Stupid – Chickenpox
Joey est devant la salle de classe. Dawson aperçoit Jen et Pacey discuter et rigoler dans le couloir
Saturday – Colony
Entendue à différentes reprises durant l’épisode
A Lot Like You – Colony
La bande se rend aux toilettes
Grace - Michelle Malone
Joey et Dawson s’embrassent à la suite d’un défi action/vérité lancé par Pacey
Will Tomorrow Ever Come - Dance Hall Crashers
La bande réalise qu’il est temps de retourner en retenue à la bibliothèque avant de se faire surprendre (scène inspirée du film The Breakfast Club)

### Épisode 8:Retour vers le passé
- Titre original : Boyfriend
- Numéro(s) : 8 (1 - 08)
- Scénariste(s) : Charles et Karen Rosin
- Réalisateur(s) : Michael Fields
- Diffusion(s) : 
  -  États-Unis : 10 mars 1998
  -  France : 28 février 1999
- Résumé : L’ancien petit ami de Jen, « Billy » rend visite à Jen afin d'essayer de la récupérer. Jen passe alors la journée avec Billy au détriment de l’école, mettant Dawson dans le doute en ce qui concerne leur relation.

Clairement opposée, elle dit à Billy que tout est fini, mais la passion de leur baiser d’adieu le convainc du contraire. Entre-temps, Pacey pousse Joey à reconnaître ses sentiments pour Dawson. Finalement, Jen finit même par rompre avec Dawson, prétextant qu’elle n’est pas encore prête pour une relation durable.
- Chansons entendues au cours de l'épisode :

We'll Get Through - The Slugs
Billy manque de renverser Pacey
Being Right – Cush
Jen discute avec Billy
Dammit - Blink 182
Musique qui passe à la fête sur la plage
Elegantly Wasted – INXS
Joey est saoule à la fête sur la plage
Green Apples - Chantal Kreviazuk
Chanson sur laquelle Mitch et Gail dansent ensemble
Evaporated - Ben Folds Five
Fin de l’épisode. Jen rompt avec Dawson.

### Épisode 9:Tombe les filles et surtout tais-toi!
- Titre original : Roadtrip
- Numéro(s) : 9 (1 - 09)
- Scénariste(s) : Rob Thomas
- Réalisateur(s) : Steve Robman
- Diffusion(s) : 
  -  États-Unis : 17 mars 1998
  -  France : 7 mars 1999
- Résumé : Dawson est malheureux après sa rupture avec Jen, et Billy le convainc d’abandonner l'école pour aller à un club à Providence, où il pourra oublier ses problèmes. Lorsque Pacey se rend compte de leur plan, il n’hésite pas à les suivre.

Durant tout le chemin, Pacey taquine Dawson sur le fait qu’il est beaucoup trop gentil et Dawson décide alors de lui montrer qu’il se trompe. Il arrive même à séduire la fille de ses rêves à la soirée du club, mais ses sentiments envers Jen l’empêchent d’aller loin avec elle.
À la fin de la soirée un affrontement entre Billy et Dawson a lieu, tous deux voulant récupérer Jen. Entre-temps, Joey accepte d’être accompagnée à l’école par Warren, un joueur de football, qui propage alors une rumeur comme quoi ils ont dormi ensemble. Jen persuade alors Joey de prendre une revanche sur lui et elles établissent alors un plan pour remettre le garçon à sa place. Mais, quand Joey simule alors sa grossesse imaginaire, le mensonge prend alors de grosses proportions et devient incontrôlable.
- Chansons entendues au cours de l'épisode :

Truly, Madly, Deeply - Savage Garden
Début de l’épisode dans la chambre de Dawson où il est avec Joey. Également à la fin de l’épisode quand Joey attend l’arrivée de Dawson dans sa chambre
Touch, Peel & Stand - Days Of The New
Billy grimpe l’échelle qui mène à la chambre de Jen. Chanson jouée quelques instant plus tard quand il fait le chemin inverse
We Are The Supercool - Space Monkeys
Dawson et Billy discutent en voiture. Jouée plus tard quand Billy rencontre Jen dans les couloirs de l’école
Requiem For A Lightweight - The Slugs
Joey est dans la voiture de Warren, joueur de football du lycée
Your Pleasure's Mine - Super Deluxe
Sur le ferry, Dawson est en dessous de la voiture
Carry Me - Boom Hank
Chanson entendue au bar pendant la virée de Billy, Dawson et Pacey. Pacey joue au billard
I'm Not Sleeping - Nowhere Blossoms
Warren enlève les stickers et la poupées mise dans son casier
Nashville - Judge Nothing
Musique de fond dans le pub
The Step Inside – Sounder
Dawson entame la discussion avec une fille du bar
Monkey Mind - Judge Nothing
Billy rejoint Dawson qui discute avec une fille au bar
Right Today – Swerve
Discussion entre les trois compagnons de virée avant que Billy ne quitte le bar
Thinking Out Loud - Ron Sexsmith
Dawson et Joey assis tous les deux sur un banc. Plus tard, Jen et Joey mangent une glace sous le porche de Jen.

### Épisode 10:On achève bien les escargots
- Titre original : Double Date
- Numéro(s) : 10 (1 - 10)
- Scénariste(s) : Jon Harmon Feldman
- Réalisateur(s) : David Semel
- Diffusion(s) : 
  -  États-Unis : 24 avril 1998
  -  France : 21 mars 1999
- Résumé : Incapable d’accepter sa rupture avec Jen, Dawson demande conseil auprès de Joey, qui s’efforce de continuer à cacher ses sentiments envers lui. Dawson proposant à Jen de sortir en simples amis s’aperçoit qu’elle va sortir avec Warren et lui propose alors une sortie à 4.

Il soumet alors le problème à Pacey qui le rassure en lui disant que la majorité des filles veulent sortir avec lui et lui permet finalement de trouver une partenaire pour la soirée. Durant cette soirée, chacun cherche à récupérer le partenaire de l’autre, ce qui finit par être la soirée des quatre vérités.
Entre-temps, à leur déplaisir mutuel, Pacey et Joey sont forcés de travailler ensemble sur la biologie marine, mais ce projet prend finalement une tournure assez inattendue.
- Chansons entendues au cours de l'épisode :

Come Back – Vaporhead
Dawson s’arrête pour discuter avec Jen dans le couloir
She - Louie Says
Jen et Dawson se mettent d’accord pour participer à un double-date. Entendue plus tard, quand Dawson et Mary Beth discutent à côté de la voiture.
What's Goin' On - Shelby Craft
Pacey et Dawson attendent dans la file de la cafétéria. Dawson propose à Mary Beth de l’accompagner au carnaval.
I'm The Only One - Melissa Etheridge ou I Wanna Be Your Underwear - Bryan Adams (selon les pays)
Pacey regarde Joey changer ses vêtements mouillés dans le rétroviseur de son camion.
Hangin' By A Thread - Jann Arden
Jen et Dawson sont au sommet de la grande roue.
She's The One - World Party
Pacey conduit Joey chez elle.

### Épisode 11:Petit "scream" entre amis
- Titre original : The Scare
- Numéro(s) : 11 (1 - 11)
- Scénariste(s) : Mike White
- Réalisateur(s) : Rodman Flender
- Diffusion(s) : 
  -  États-Unis : 5 mai 1998
  -  France : 28 mars 1999
- Résumé : Vendredi 13 approche et Dawson établit alors, comme à son habitude, quelques plans pour effrayer ses amis, tandis qu’un tueur en série rôde dans les parages comme pour augmenter le sentiment de frayeur dans la paisible ville de Capeside.

Entre-temps, Jen accepte difficilement un rendez-vous avec Cliff, qui se tourne alors vers Dawson pour lui demander conseil afin qu’il puisse l’impressionner. Pacey, quant à lui, invite une étrangère déséquilibrée et sexy, dont le petit ami la menace jusqu'à la porte des Leery.
En fait tout converge dans la maison des Leery, où la peur est à son comble lorsqu'ils s’aperçoivent que les lignes de téléphone sont coupées et que des bruits sourds apparaissent, même s’ils sont persuadés que c’est l’œuvre de Dawson.
- Chansons entendues au cours de l'épisode :

Nobody Cares – Vaporhead
Pacey et Dawson sont dans les couloirs du lycée
Will U Drive Me? - The Rosenbergs
Débute quand Joey arrive sous le porche de chez Dawson. Entendue également un peu plus tard quand Pacey vient les chercher pour les conduire à l’épicerie
Do You Dream? - Mary Thornton/Adam Castillo
Dawson est avec Jen dans sa chambre et discutent. Ils sont sur le point de s’embrasser quand Jen le repousse
Temptation - The Tea Party
Cliff raccompagne Jen à sa porte. Pacey vérifie les buissons et monte dans son camion

### Épisode 12:La Belle et le Bête
- Titre original : Beauty Contest
- Numéro(s) : 12 (1 - 12)
- Scénariste(s) : Dana Baratta
- Réalisateur(s) : Arvin Brown
- Diffusion(s) : 
  -  États-Unis : 12 mai 1998
  -  France : 4 avril 1999
- Résumé : À Capeside, l’élection annuelle de Miss grand voilier prend une tournure assez particulière lorsque des concurrents inattendus se présentent comme candidats. Jen persuade Joey d’y participer en lui disant qu’elle a toutes les chances de gagner les 5 000 $ qui lui permettront de financer ses études à l’université.

Et, après avoir été humilié par son père, Pacey est déterminé à quitter le domicile parental pour vivre de ses propres ailes. Dans l’espoir de gagner l'argent du loyer et d’irriter davantage sa famille, Pacey décide de défier les règles et se présente alors comme le premier homme à rentrer dans la compétition.
Alors que Jen commence à regretter sa rupture avec Dawson, ce dernier commence alors à voir en Joey une fille merveilleuse, rendant ainsi Jen de plus en plus jalouse.
- Chansons entendues au cours de l'épisode :

Small Town Trap - Eve 6
Début de l’épisode, la bande est au Icehouse.
Girl With All The Goodbyes - Susan Sandberg
Pacey et Dawson se parle près des casiers.
Pretty Face – Chickenpox
Pacey rencontre les prétendantes au titre de Miss Grand voilier
New York, New York - Joshua Jackson
Pacey commence à chanter quelques paroles de la chanson et sollicite l’avis de Dawson et Mitch.
Fall From Grace - Amanda Marshall
Pacey est sur la scène pour l’épreuve « robe de soirée » du concours
Superman – Goldfinger
Pacey est sur la scène.
On My Own - Katie Holmes
Chanson que Joey interprète lors de l’épreuve « talents » du concours.
Surrounded - Chantal Kreviazuk
Dawson et Joey discutent ensemble sur le ponton après la fin du concours.

### Épisode 13:Deux jours de réflexion
- Titre original : Decisions
- Numéro(s) : 13 (1 - 13)
- Scénariste(s) : Mike White et Dana Baratta
- Réalisateur(s) : David Semel
- Diffusion(s) : 
  -  États-Unis : 19 mai 1998
  -  France : 11 avril 1999
- Résumé : Joey a l’occasion de partir étudier une année en France grâce au désistement d’une élève. Quitter Capeside était le rêve de sa vie, mais maintenant que Dawson éprouve des sentiments envers elle, elle est terriblement indécise. De plus, elle doit aller voir son père en prison pour son anniversaire et, une fois là-bas, elle ne peut s’empêcher de faire éclater sa colère envers lui.

Lorsque Pacey décide de clarifier la situation avec son frère Doug, il apprend que les relations de son frère avec son père ne sont pas du tout comme il le pensait.
Entre-temps, Jen et Gram sont rassurées lorsque leur grand-père sort du coma, mais lorsque son état s’aggrave, leur angoisse s’amplifie. Jen cherche alors du réconfort auprès de Dawson, et Joey est horrifiée de les trouver dans ce qui paraît être une position compromettante.
- Chansons entendues au cours de l'épisode :

What Do You Do? - Dog's Eye View
Pacey est sur son vélo et son frère Doug arrive avec sa voiture d’agent et lui demande de se garer.
Angel - Sarah McLachlan
Jen et Dawson sont allongés dans le lit de Dawson. La chanson apparaît également au moment où Joey va voir son père devant les grilles de la prison.
I'll Be - Edwin McCain
Joey arrive dans la chambre de Dawson et le surprend dans son lit avec Jen. Elle s’enfuit et Dawson tente de la rattraper.
Broken Road - Melodie Crittenden
Dawson cherche Joey dans tout Capeside. Les plans alternent entre Joey et Dawson aux mêmes endroits mais à des moments différents.
Say Goodnight - Beth Nielsen Chapman

Dawson et Joey s’embrassent. Fin de l’épisode et de la saison.